# Vitula
Vitula era una divinità della religione romana antica, probabilmente di origine sabina. Dea della gioia, la cui esistenza è riportata da Macrobio, era collegata alle celebrazioni dei vitulatio.
Vitula divenne anche una divinità della vittoria, e il nome venne distorto successivamente in Vitellia (o Vitelia), probabilmente su influenza del nome della gens Vitellia, l'origine del cui nome si ricollega, stando a Svetonio, ad alcune divinità sabine.